# Stare Siedlisko
Stare Siedlisko (deutsch Ebersbach) ist ein Dorf im Powiat Braniewski (Braunsberger Kreis) der polnischen Woiwodschaft Ermland-Masuren. Es gehört zur Gemeinde Wilczęta (Deutschendorf).

## Geographische Lage
Die Ortschaft liegt im ehemaligen Ostpreußen, im historischen Oberland, an der Baude, etwa 90 Kilometer südwestlich von Königsberg, 22 Kilometer nordnordöstlich von Preußisch Holland (Pasłęk) und sechs Kilometer nordöstlich von Młynary (Mühlhausen i. Ostpr.).

## Geschichte

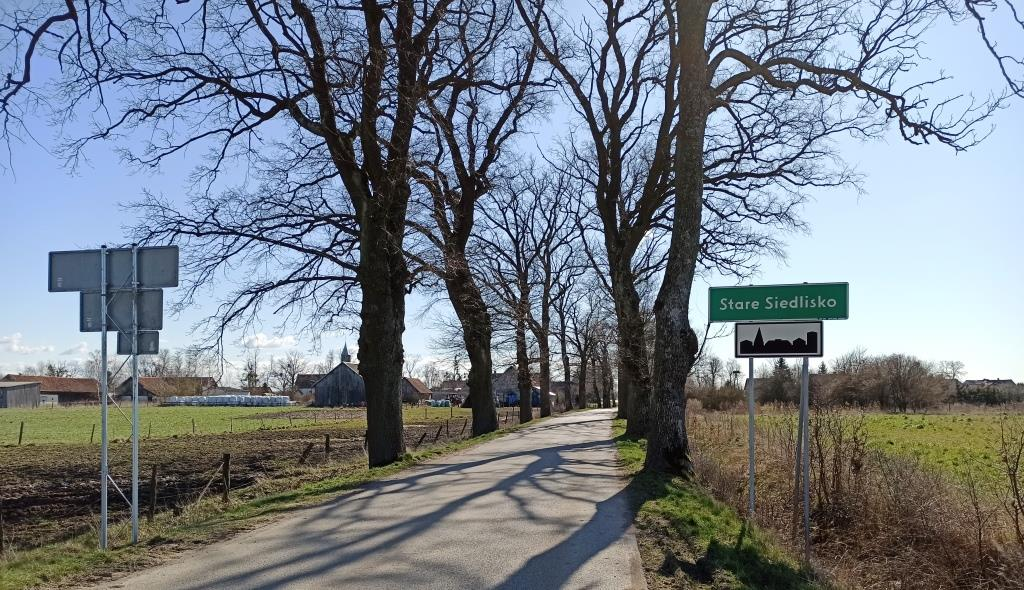
Ortseingang (2020)

Ebersbach, südsüdwestlich von Königsberg, nordnordöstlich der Stadt Preußisch Holland und südlich der Stadt Braunsberg, auf einer Landkarte von 1910

Die Ortschaft Ebersbach wird als villa Ebersbach erstmals urkundlich erwähnt, und zwar in einem Dokument des Deutschen Ordens, das der Elbinger Komtur Hermann von Oettingen am 10. Juli 1329 zu Mühlhausen ausgefertigt hatte. Ebersbach war zu diesem Zeitpunkt also bereits ein Dorf (villa). Dem Dokument zufolge hatte ein Lokator Helbing aus Thüringen die Ortschaft mit ungefähr 80 Hufen zur Besiedlung verliehen bekommen und das Dorf dann an Martin von Truntcz weiterverkauft. Die Geschichte des Dorfs, das später in den Besitz eines Zweigs der Familie Dohna kam, ist eng mit der Geschichte des ehemaligen Ritterguts Lauck verknüpft und lässt sich bis ins Mittelalter zurückverfolgen. Noch im 19. Jahrhundert befanden sich an Häusern Ebersbachs mittelalterliche Hausmarken.
Lauck mit Ebersbach im Oberland gehörte seit der Neuzeit zum Hauptamt Preußisch Holland.
Durch Erbschaft kam der Gesamtbesitz der Dohnaschen Güter 1688 an den einzigen Sohn von Fabian III., Christoph Friedrich Graf von Dohna. Durch eine vom Landesherrn bestätigte Urkunde vom 24. Juli 1731 bildete dieser daraus die beiden Fideikommiss-Stiftungen Dohna-Lauck und Dohna-Reichertswalde. Zum Fideikommiss Dohna-Lauck wurden geschlagen: 1) Lauck, 2) Ebersbach, 3) Kagenau, 4) Sepoten, 5) das Vorwerk Lipperode und 6) vier Hufen Bauholz in Groß Scharnitten.
Im Jahr 1785 wird Ebersbach als ein zur Gutsherrschaft Lauck gehöriges adliges Gut und Vorwerk, mit einer Kirche, die eine Filiale von Lauck ist, und 41 Feuerstellen (Haushaltungen) beschrieben.
Anlässlich der nach 1818 vollzogenen Separation der bäuerlichen und gutsherrlichen Verhältnisse entstand ein eigenständiges Dorf Ebersbach; auf dem von Ebersbach der Gutsherrschaft zugefallenen Terrain entstand das Vorwerk Friedrichshof.
Das Dorf Ebersbach hatte am 1. Dezember 1913 eine Flächengröße von 1117,6 Hektar und 88 viehhaltende Haushaltungen; gezählt wurden unter anderem 301 Pferde, 567 Stück Rindvieh, 31 Schafe, 496 Schweine und 82 Ziegen. Auf der Gemarkung des Dorfes standen 721 Apfelbäume, 271 Birnbäume, 252 Pflaumen- und Zwetschgenbäume sowie 242 Kirschbäume.
Ebersbach gehörte im Jahr 1945 zum Landkreis Preußisch Holland im Regierungsbezirk Königsberg im  Gau Ostpreußen des Deutschen Reichs und war dem Amtsbezirk Lauck zugeordnet.
Im Frühjahr 1945 wurde die Region von der Roten Armee besetzt. Anschließend wurde die südliche Hälfte Ostpreußens mit Ebersbach von der Sowjetunion dem kommunistischen Regime der Volksrepublik Polen zur Verwaltung überlassen. Ebersbach wurde in Stare Siedlisko umbenannt. Soweit die deutschen Einwohner nicht vor Kriegsende geflohen waren, wurden sie in der Folgezeit von der polnischen Administration aus dem Kreisgebiet vertrieben; sie durften später nicht in ihren Besitz zurückkehren.

### Demographie
| Jahr | Einwohner | Anmerkungen |
| ---- | --------- | --- |
| 1782 | –         | adliges Gut und Vorwerk, mit einer Kirche (Filiale von Lauck) und 41 Feuerstellen (Haushaltungen), zur Gutsherrschaft Lauck gehörig                  |
| 1818 | 267       | adliges Dorf |
| 1832 | 322       | in 38 Häusern |
| 1858 | 454       | adliges Dorf, zum adligen Gut Lauck gehörig, davon 427 Evangelische und 27 Katholiken, in 50 Wohngebäuden auf einer Gemarkungsfläche von 4777 Morgen |
| 1864 | 522       | am 3. Dezember |
| 1867 | 572       | am 3. Dezember, Kirchdorf |
| 1871 | 557       | am 1. Dezember, Kirchdorf, davon 539 Evangelische, 13 Katholiken und fünf Juden                                                                      |
| 1885 | 555       | am 1. Dezember, davon 534 Evangelische und 21 Katholiken                                                                                             |
| 1895 | 491       | am 2. Dezember, Landgemeinde, davon 486 Evangelische und fünf Katholiken                                                                             |
| 1910 | 477       | am 1. Dezember |
| 1933 | 478       | [ 21 ] |
| 1939 | 430       | [ 21 ] |

### Kirchspiel bis 1945

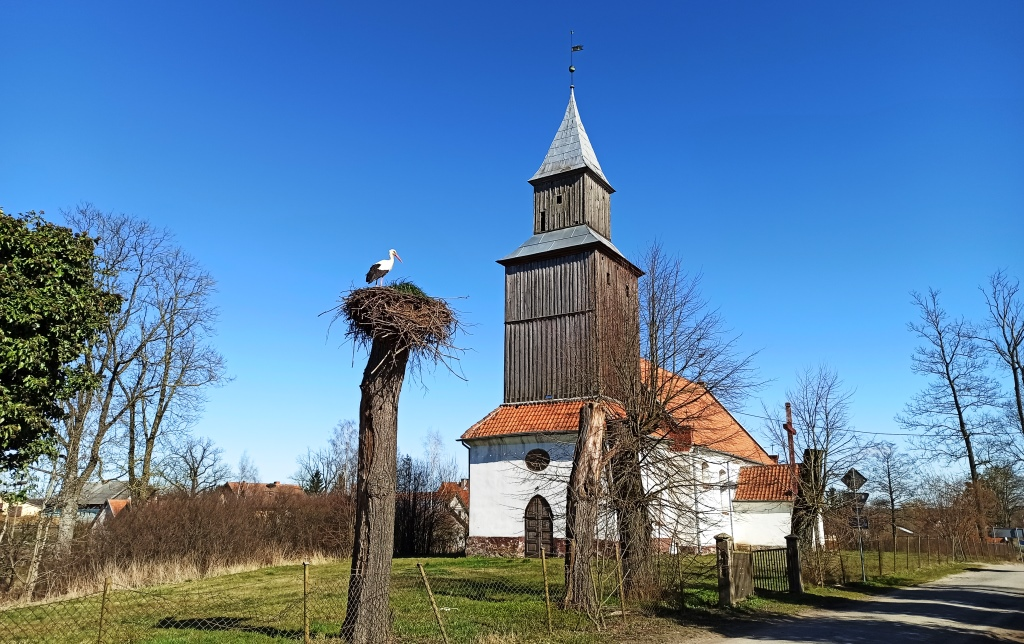
Dorfkirche (2020), bis 1945 Gotteshaus der evangelischen Pfarrgemeinde Ebersbach

Die Ebersbacher Kirche war bis 1945 eine Filiale der evangelischen Mutterkirche in Lauck, die am Ende des Zweiten Weltkriegs zerstört wurde und von der nur noch eine Ruine erhalten ist. Die Ebersbacher Kirche wurde im 18. Jahrhundert erbaut. Beide Gebäude hatten die gleiche Größe und Bauart mit Feldsteinen und Ziegeln und einem hölzernen Turm, doch befindet sich die Sakristei der Kirche in Ebersbach nicht an der Südseite, sondern an der Nordseite. Außerdem wurde ihr später ein Abputz hinzugefügt. Am Ende des 19. Jahrhunderts hatte sie Glocken von 1784 und 1794; die Orgel war vom Baujahr 1805.
Das Kirchengebäude, das zuvor der evangelischen Pfarrgemeinde Ebersbach als Gotteshaus gedient hatte, wurde 1945 zugunsten der Römisch-katholischen Kirche in Polen zwangsenteignet.